# Бибихин, Владимир Вениаминович
Влади́мир Вениами́нович Биби́хин (29 августа 1938, Бежецк — 12 декабря 2004, Москва) — советский и российский переводчик, филолог и философ

. Кандидат филологических наук. Наиболее известен благодаря переводам Николая Кузанского и Мартина Хайдеггера, последние вызвали неоднозначную реакцию среди специалистов. Читал авторские курсы лекций на философском факультете МГУ.

## Биография
Закончил Московский институт иностранных языков в 1967 году, преподавал язык и теорию перевода там же и в Московском институте международных отношений, но с того времени философия и словесность стали его главным занятием. Занимался древними языками у А. А. Зализняка. Упоминал, что "в 1970 году, не сумев работать ни в Главлите, куда меня распределили после института, ни в МИМО, ни в издательстве «Мысль», я до 17.7.1972 года, когда был принят в сектор информации Института философии АН СССР, имел основным местом работы тихий кабинет Лосева".
Учился в аспирантуре на филологическом факультете МГУ, защитил кандидатскую диссертацию по теме «Семантические потенции языкового знака» (1977), темы которой — взаимоотношения слова и мира, слова и мысли и подход к ним, попытка вдумывания в онтологические основания языка — нашли впоследствии продолжение и развитие в семинаре «Внутренняя форма слова», в курсах «Язык философии», «Л. Витгенштейн».
Долгие годы работал секретарём и помощником у Алексея Фёдоровича Лосева, вёл записи разговоров с философом. Все эти записи были собраны и опубликованы в 2004 году в книге «Алексей Федорович Лосев. Сергей Сергеевич Аверинцев».
С 1972 года и до конца жизни работал в Институте философии АН СССР, в последние годы — в Центре методологии и этики науки отдела философии науки и техники Института. Преподаватель философского факультета Московского государственного университета с 1989 года.
С конца 1980-х гг. до 2004-го читал авторские курсы лекций и проводил семинары на философском факультете МГУ, в Институте философии, а также читал лекции в Свято-Филаретовском православно-христианском институте и в Институте философии, теологии и истории им. св. Фомы.
Похоронен на Николо-Архангельском кладбище.

## Философ и преподаватель
Бибихин прочитал в МГУ и в других местах около 20 курсов.
Он писал: «Философия всегда шла против течения. С большим риском… Философия для того чтобы вернуться от учений к вещам; чтобы снова вспомнить о раннем; чтобы кончить гадание на словах. Отличие философии от наук: они себя выстраивают, философия призвана разобрать себя как леса после постройки дома».
Философия для Бибихина не «интеллектуальная деятельность», не «научная область» или «культурная сфера», и язык философов не «конструкция», не «информация о вещах», но «подготовка возможности того, чтобы знание о них могло складываться на последних, предельных по обоснованности основаниях»; философия это «попытка — ничем не обеспеченная — вернуть жизни, моей человеческой, то, чем она с самого начала размахнулась быть: отношением к миру, не картине, а событию», попытка в бескорыстном слове дать («допустить») быть событию, оказаться «местом, где событие светится, становится явлением», где то, что есть, допущено быть как оно есть, а не поставлено под учёт и контроль.
Мысль М. Хайдеггера всегда была для В. Бибихина особенно значима. В четырёхсеместровом курсе «Ранний Хайдеггер» (начало 90-х гг.) ранние произведения немецкого философа непривычно прочитываются не как нечто незрелое и предварительное, а скорее как комментарий к позднейшему Хайдеггеру. Большая часть курса и семинаров посвящена чтению и разбору основного произведения Хайдеггера «Бытие и время» (1927). Последние семинары в ИФРАН (осень 2004) и последняя статья Бибихина были также посвящены Хайдеггеру.
Но было бы неверно сводить роль Бибихина к адаптации идей и рассуждений Хайдеггера для решения проблем современной российской философии. Магистральной темой его было примирение философии языка Л. Витгенштейна и философии события Хайдеггера. Поэтому Бибихин предположил, что язык философии представляет собой событие, равное по значимости молчанию, безмолвному созерцанию предметов, которое не следует путать с непониманием, а событие у Хайдеггера укоренено в языке как способе отнестись к смыслу иначе, чем мы относимся в практической жизни. Таким образом, философия языка Хайдеггера была для Бибихина прямым продолжением мысли Хайдеггера, противопоставляющей подручное, инструмент, и открытость просвета бытия. Тогда как философия языка Витгенштейна была для Бибихина вариантом экзистенциализма, переживанием фрустрации и растерянности, требующей смены аспекта как способа отличить философскую позицию от прежней позиции заблуждения. И Хайдеггер, и Витгенштейн тем самым оказывались предтечами своеобразного философского покаяния, когда прежние типы фрустраций знаменуют грехи и заблуждения, а философское учение оказывается способом бескорыстного отношения к данным языка и новизне подлинных событий.

## Переводчик
С 1967 года В. В. Бибихин переводит с испанского, итальянского, латинского, греческого, французского, английского, немецкого. Пишет множество рефератов и научных обзоров, комментарии к переводам, статьи по теории перевода (лучшие из которых впоследствии вошли в книгу «Слово и событие»). Среди переведённых авторов — Ямвлих, Я. А. Коменский, Ф. Г. Лорка, Д. Маццини, Ф. Петрарка, Николай Кузанский, св. Г. Палама, св. Макарий Великий (Египетский), В. Гейзенберг, Ж. П. Сартр, Габриэль Марсель, Ж. Эллюль, Эжен Ионеско, Антонен Арто, Вильгельм Гумбольдт, Зигмунд Фрейд, Людвиг Витгенштейн, Мартин Хайдеггер, Г. Г. Гадамер, В. Дильтей, Ханна Арендт, Жак Деррида и др. Богословские переводы публиковал под псевдонимом В. Вениаминов. Подготовил к изданию «Эстетические фрагменты» Ф. Петрарки в серии «История эстетики в памятниках и документах» (1982).

## Критика
Взгляды В. Бибихина на философию языка подвергаются критике со стороны профессиональных философов и лингвистов.
Н. В. Мотрошилова отмечает преднамеренное сокрытие В. Бибихиным близости М. Хайдеггера к нацистам и игнорирование В. Бибихиным фактических свидетельств лояльности Хайдеггера нацистскому режиму. Н. В. Мотрошилова также отмечает расплывчатость перевода В. Бибихиным М. Хайдеггера: Однако его перевод «Бытия и времени» заслуживает особого разговора. Как самостоятельное явление, как работа Бибихина он весьма интересен и ценен. Но все дело в том, что это — первое и пока единственное «присутствие» «Бытия и времени» в российской философской культуре, на русском языке. И, к сожалению, (я слышала это от многих учителей), перевод не помогает, а существенно затрудняет освоение этого классического произведения XX века. Поэтому тем, кто лишь осваивает философию Хайдеггера, я рекомендовала бы начать с упомянутого перевода Е. Борисова — пусть это ещё не «Бытие и время», но Хайдеггер здесь более внятен и адекватен.
Критики отмечают общее искажение смысла переводимых В. Бибихиным произведений М. Хайдеггера. К примеру, А. Г. Дугин пишет: Представляется, что Бибихин и его единомышленники на самом деле горячо увлеклись Хайдеггером, но кроме этой горячности в переводах и изложении Хайдеггера ничего нет. Читать их невозможно совершенно, так как эти тексты очень много сообщают о состояниях, стараниях и страданиях самого Бибихина и его коллег-переводчиков, но практически ничего, кроме случайных совпадений, не говорят о Хайдеггере либо дают такую картину, от которой волосы становятся дыбом.
Б. Нарумов критикует В. Бибихина за отсутствие методологии и пренебрежение к лингвистике как науке. А. Апполонов, кроме того, отмечает намеренные искажения при переводе, которые проделывает В. Бибихин с целью подкрепить свои суждения авторитетом цитируемого философа (в качестве конкретного примера рассматривается перевод В. Бибихиным Аристотеля).

## Политические взгляды
В. Бибихин являлся сторонником предоставления Чечне суверенитета.
В сентябре 2003 г. В. Бибихин принял участие в общественной дискуссии по делу ЮКОСа на стороне М. Ходорковского.
В. Бибихин внёс вклад в развитие теории правовой и политической толерантности.

## Награды и премии
В 1999 году стал лауреатом премии «Малый Букер» за книгу эссе «Новый Ренессанс». Лауреат литературной премии «Книга года» по философско-гуманитарной мысли (за книгу «Людвиг Витгенштейн: смена аспекта»). В 2013 году удостоен литературной премии им. А. Пятигорского за лучшее философическое сочинение, за книгу «Дневники Льва Толстого».

## Избранная библиография

### Переводы
- Николай Кузанский. Об учёном незнании. О предположениях (Часть вторая). Малые произведения 1445—1447 гг. Простец об опытах с весами. О видении Бога. Берилл. Игра в шар. Компендий. Охота за мудростью. О вершине созерцания. (1979—1980).
- Гейзенберг В. Часть и целое. (1980).
- Петрарка Ф. Слово, читанное знаменитым поэтом… Книга писем о делах повседневных. Инвектива против врача. Старческие письма. (1982)
- Макарий Египетский. Новые духовные беседы. (1990).
- Хайдеггер М. Время и бытие (статьи и выступления). (1993).
- Св. Григорий Палама. Триады в защиту священно-безмолвствующих. (1995).
- Жак Деррида. Позиции. (1996).
- Хайдеггер М. Бытие и время. (1997).
- Арендт Х. VITA ACTIVA или О деятельной жизни. (2000).

### Монографии и сборники статей
- Язык философии (1993): — М.: Прогресс, 1993. — 416 с. — ISBN 5-01-004199-5

2-е испр. изд.: Языки славянской культуры, 2002. — 416 с. — ISBN 5-94457-042-3
3-е изд.: М.: Наука, 2007. — 392 с. — Серия «Слово о сущем». — ISBN 5-02-026832-1
4-е изд. (в составе сборника): СПб.: Азбука-Классика, 2015. — 448 с. — ISBN 978-5-389-10597-3
- Мир (1995): (Томск: Водолей, 1995. — 144 с. — ISBN 5-7137-0025-9);

2-е испр. изд.: М.: Наука, 2007. — 434 с. — Серия «Слово о сущем». — ISBN 978-5-02-026282-9.
3-е изд. (в составе сборника): СПб.: Азбука-Классика, 2015. — 448 с. — ISBN 978-5-389-10597-3.
- Новый Ренессанс. — М.: Наука, Прогресс-Традиция, 1998. — 496 с. — ISBN 5-7846-0008-7. 2-е изд., исправл.: Университет Дм. Пожарского, 2013. — 424 с. — ISBN 978-5-91244-058-8.
- Узнай себя. — СПб.: Наука, 1998. — 578 с. — Серия «Слово о сущем». — ISBN 5-02-026791-0. 2-е изд., исправл. и дополн.: СПб: Наука, 2015. — 446 с. — Серия «Слово о сущем». — ISBN 978-5-02-038411-8.
- Слово и событие. — М.: Едиториал УРСС, 2001. — 280 с. — ISBN 5-8360-0215-0. 2-е изд., исправл. и дополн.: М.: Русский Фонд Содействия Образованию и Науке, 2010. — 416 с. — ISBN 978-5-91244-019-9.
- Другое начало. — М.: Наука, 2003. — 432 с. — Серия «Слово о сущем». — ISBN 5-02-026854-2.

Посмертно вышли:
1. Витгенштейн. Смена аспекта. — М.: Институт философии, теологии и истории св. Фомы, 2005. Серия «Bibliotheca Ignatiana». — 576 с. — ISBN 5-94242-011-4
2. Введение в философию права. М. ИФ РАН, 2005. — 345 с. — ISBN 5-9540-0036-0
3. е изд., исправл. и дополн.: М.: Университет Дмитрия Пожарского, 2013. — 584 с. — ISBN 978-5-91244-032-8
4. Алексей Федорович Лосев. Сергей Сергеевич Аверинцев. — М.: Институт философии, теологии и истории св. Фомы, 2006. — 416 с. — Серия «Bibliotheca Ignatiana». — ISBN 5-94242-027-0
5. Внутренняя форма слова. — М.: Наука, 2008. — 432 с. — Серия «Слово о сущем», т. 80. — ISBN 978-5-02-026316-1
6. Грамматика поэзии. — СПб.: Издательство Ивана Лимбаха, 2009. — 592 с. — ISBN 978-5-89059-115-9
7. Новое русское слово. — В книге: Грамматика поэзии. — СПб.: Издательство Ивана Лимбаха, 2009. — 592 с. — ISBN 978-5-89059-115-9
8. Чтение философии. — СПб.: Наука, 2009. — 536 с. — Серия «Слово о сущем», т. 83. — ISBN 978-5-02-026339-0
9. Ранний Хайдеггер. Материалы к семинару. — М.: Институт философии, теологии и истории св. Фомы, 2009. — 536 с. — Серия «Bibliotheca Ignatiana». — ISBN 978-5-94242-047-5
10. Слово и событие. Писатель и литература. М.: Русский Фонд Содействия Образованию и Науке, 2010. — 416 с. — ISBN 978-5-91244-019-9
11. Энергия. — М.: Институт философии, теологии и истории св. Фомы, 2010. 488 с. — Серия «Bibliotheca Ignatiana». — ISBN 978-5-94242-051-2
12. Лес (hyle). — СПб.: Наука, 2011—425 с. — Серия «Слово о сущем», т. 94. — ISBN 978-5-02-025445-9
13. Дневники Льва Толстого. — СПб.: Издательство Ивана Лимбаха, 2012. — 480 с. — ISBN 978-5-89059-184-5
14. Собственность. Философия своего. — СПб.: Наука, 2012. — 536 с. — ISBN 978-5-02-037126-2
15. История современной философии. СПб.: Вл. Даль, 2014. — 398 с. — Серия «Слово о сущем», т. 106. — ISBN 978-5-93615-138-5
16. Пора (время-бытие). СПб.: Вл. Даль, 2015. — 367 с. — Серия «Слово о сущем», т. 113. — ISBN 978-5-93615-143-9
17. Узнай себя (изд. 2-е, исправл. и дополн.). СПб.: Наука, 2015. — 446 с. — Серия «Слово о сущем», т. 119. — ISBN 978-5-02-038411-8
18. Другое начало. (2-е изд., исправл. и дополн.) — СПб.: Наука, 2017. — 397 с. — Серия «Слово о сущем», т. 120. — ISBN 978-5-02-039594-7
19. И слово слову отвечает (переписка с О. А. Седаковой, 1992—2004 гг.). — СПб.: Ивана Лимбаха, 2018. — 288 с. — ISBN 978-5-89059-344-3. СПб.: Ивана Лимбаха, 2019. —288 с. — (допечатка тиража). — ISBN 978-5-89059-356-6
20. Витгенштейн. Лекции и семинары 1994—1996 гг. — СПб.: Наука, 2019. — 612 с. — Серия «Слово о сущем», т. 121. — ISBN 978-5-02-039633-3

## Авторские курсы
Список авторских курсов, прочитанных В. В. Бибихиным в 1989—2004 гг.
- Мир (1989, МГУ).
- Язык философии (1989, ИФ РАН)
- Внутренняя форма слова (1989—1990, МГУ)
- Узнай себя (1989—1990, МГУ)
- Ранний Хайдеггер (1990—1992, МГУ)
- Энергия (1991—1992, МГУ); (2002, Свято-Филаретовский Богословский Институт)
- Первая философия («Чтение философии») (1991—1992, МГУ)
- Новое русское слово (1992, МГУ)
- Лейбниц («Всеобщая наука») (1992, МГУ).
- Лицо Средневековья: подходы к изучению эпохи (1992, МГУ).
- Ренессанс: образ и место Возрождения в истории культуры (1992, МГУ)
- Собственность (философия своего) (1993—1994, МГУ).
- Витгенштейн (1994—1995, МГУ; 2003, МГУ)
- Пора (время-бытие) (1995—1996, МГУ)
- Начала христианства (1996—1997, МГУ)
- Лес (hyle) (1997—1998, МГУ)
- Правда (онтологические основания этики) (1998—1999, МГУ)
- Грамматика поэзии (2000, МГУ)
- Дневники Льва Толстого (2000—2001 МГУ)
- Философия права (2001—2002, МГУ, ИФ РАН)
- История современной философии (2002—2003, ИФТИ св. Фомы)
- Хайдеггер 1936—1944 гг. (2004, ИФ РАН)